# 침강정
침강정은 대한민국 충청북도 영동군 용산면에 있다. 1996년 4월 15일 영동군의 향토유적 제32호로 지정되었다.

## 개요
조선시대 김염이 처음 세운뒤 1919년 현재의 위치로 이건하였다.